# Internationales Dokumentarfilmfestival München

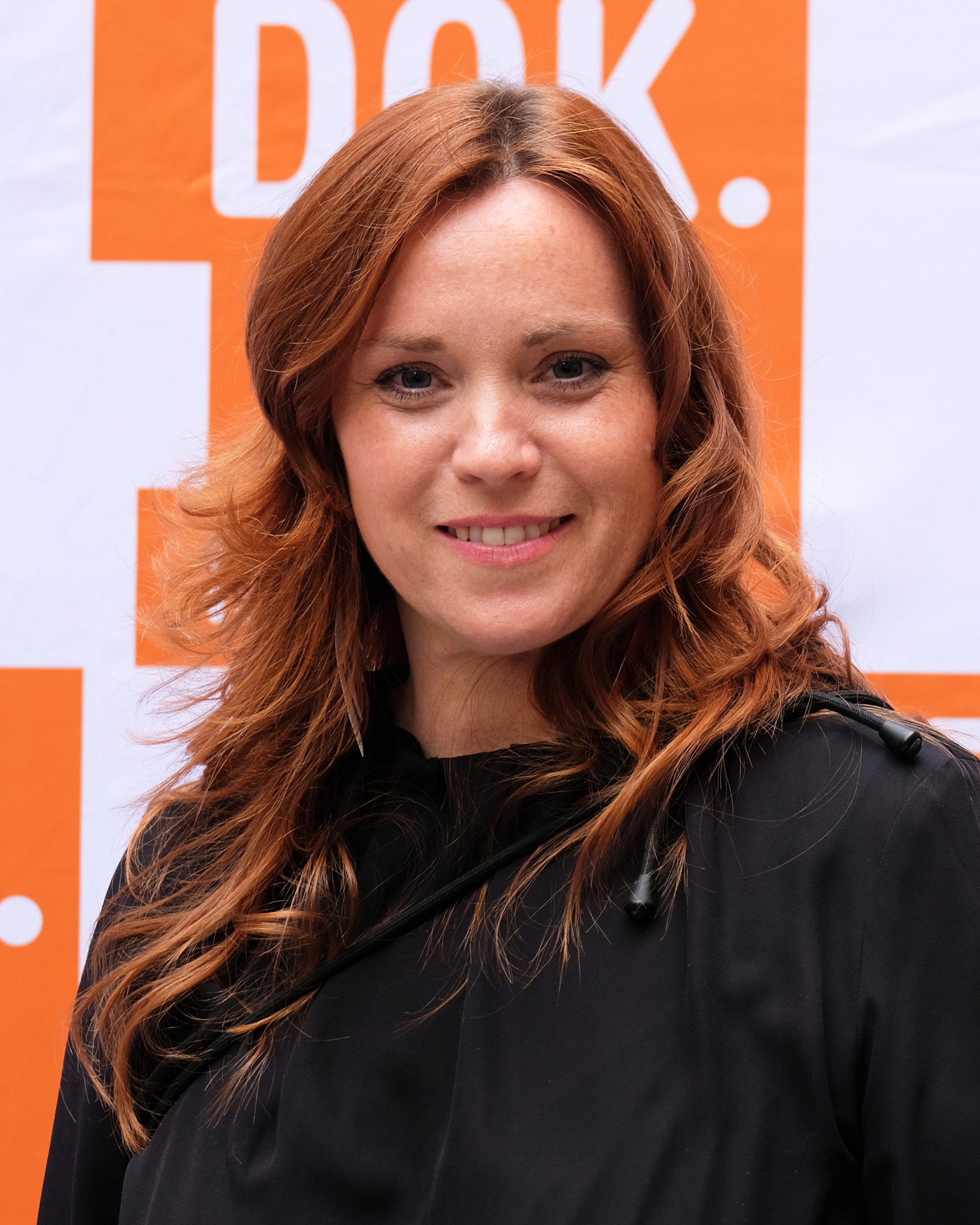
Adele Kohout, designierte Leiterin des DOK.fests ab der 41. Ausgabe 2026

Das Internationale Dokumentarfilmfestival München (kurz DOK.fest München) findet seit 1985 jährlich in München statt. Seit 2001 wird es vom Verein Internationales Dokumentarfilmfestival München e.V. zusammen mit Filmstadt München e. V. veranstaltet. Der Schwerpunkt des Festivals liegt auf dem gesellschaftlich relevanten und künstlerisch wertvollen Dokumentarfilm. Zum DOK.fest gehören auch die Branchen- und Nachwuchsplattform DOK.forum, das Bildungsprogramm DOK.education, der Student Award, der Afrika-Fokus DOK.network Africa, das ganzjährige Programm DOK.aroundtheclock sowie das Festival in der Region DOK.tour. Die Geschäftsführung und künstlerische Leitung hat einschließlich der 40. Ausgabe des DOK.fests Daniel Sponsel inne, stellvertretende Leiterin ist Adele Kohout. Am 12. Februar 2025 wurde bekannt gegeben, dass Sponsel zum Präsidenten der Hochschule für Fernsehen und Film München (HFF) berufen wurde. Er soll seine neue Stelle zum 1. Oktober 2025 antreten, wird aber noch die 40. Ausgabe des Festivals leiten. Zur neuen Leiterin wurde Sponsels bisherige Stellvertreterin Adele Kohout ernannt. Neue Stellvertreterin wird Maya Reichert, langjährige Leitung der Festivalsparte DOK.-Education.
Das DOK.fest München gehört zu den größten Dokumentarfilmfestivals Europas. 2020 fand es als erstes Filmfestival Deutschlands wegen der COVID-19-Pandemie erstmals komplett und ausschließlich online statt, wobei ein Teil der Einnahmen den üblicherweise beteiligten Kinos zugutekam. Auch 2021 wurde das Festival in den digitalen Raum verlegt und präsentierte vom 6. bis 23. Mai 131 Filme aus 43 Ländern, die von über 71.000 Zuschauern und Zuschauerinnen gesehen wurden. Das 37. DOK.fest München fand 2022 erstmals als duales Festival vom 4. bis 22. Mai statt. Das duale Format etablierte sich und wurde 2023 zeitversetzt angeboten, vor Ort vom 3. bis 14. Mai 2023 und online vom 8. bis 21. Mai 2023 mit 130 Dokumentarfilmen aus 55 Ländern. Beim DOK.fest München 2024 wurden vom 1. bis 12. Mai 2024 an den Münchner Spielorten sowie vom 6. bis 20. Mai 2024 zusätzlich online 109 Filme aus 51 Ländern gezeigt. Die 40. Ausgabe fand vom 7. bis 25. Mai 2025 stattfinden.

## Geschichte
Die Gründung des DOK.fest München geht auf die Initiative der bayerischen Sektion der Arbeitsgemeinschaft Dokumentarfilm (AG DOK) zurück, die sich zum Ziel gesetzt hatte, den dokumentarischen Film zu popularisieren und einem breiten Publikum zugänglich zu machen. In Zusammenarbeit mit dem Verein Filmstadt München, einem Zusammenschluss örtlicher Filminitiativen, konnte 1985 das 1. Internationale Dokumentarfilmfestival München mit städtischer Unterstützung an den Start gehen. Zur Leiterin wurde Gudrun Geyer berufen, die das Festival bis 2001 führte.
Nach dem Rücktritt Gudrun Geyers 2001 übernahm Hermann Barth im Auftrag des neu gegründeten Vereins Internationales Dokumentarfilmfestival München e.V. die Aufgabe, das Festival in München, Deutschland und weltweit zu profilieren. Seit 2002 firmiert das Festival unter dem Markennamen DOK.fest mit erweitertem Programm.
2009 trat Hermann Barth zurück, die neue Leitung übernahm Daniel Sponsel mit der anfänglichen geschäftsführenden Unterstützung von Christian Pfeil. Sponsel setzt auf das bewährte Erfolgskonzept des bundesweit größten Festivals für lange Dokumentarfilme und erweitert das Programm um den deutschsprachigen Wettbewerb DOK.deutsch, die Gastreihe DOK.guest, die Retrospektive und DOK.education, das Bildungsprogramm. Außerdem rief er 2011 die Branchen- und Nachwuchsplattform DOK.forum ins Leben.
Die Corona-Pandemie 2020 erzwang eine Neukonzeption als DOK.fest München @home. In der Online-Edition gab es täglich Preisverleihungen, Events und Live-Online Diskussionen mit Filmemacherinnen und Filmemachern zusätzlich zu den Dokumentarfilmen auf der digitalen Leinwand. Auch die Branchenplattform DOK.forum verlegte die geplanten Workshops, Pitchings und Diskussionsrunden in den digitalen Raum. Für Schulklassen gab es im Bildungsprogramm DOK.education nach entsprechender Anmeldung kostenfreie Sichtungslinks mit Unterrichtseinheiten für drei Altersstufen. 2021 fand die zweite Online-Edition des Festivals statt und 2022 die erste duale Version: Vom 4. bis 15. Mai 2022 an den Münchner Spielorten und zeitversetzt vom 9. bis 22. Mai 2022 online.
2025 starteten die Filmfestivals dokKa Karlsruhe, Kasseler Dokfest, Lichter Filmfest Frankfurt International, Doxumentale Berlin und DOK.fest München die gemeinsame Streamingplattform dok@home für Dokumentarfilme.

## Reihen und Preise des DOK.fest München

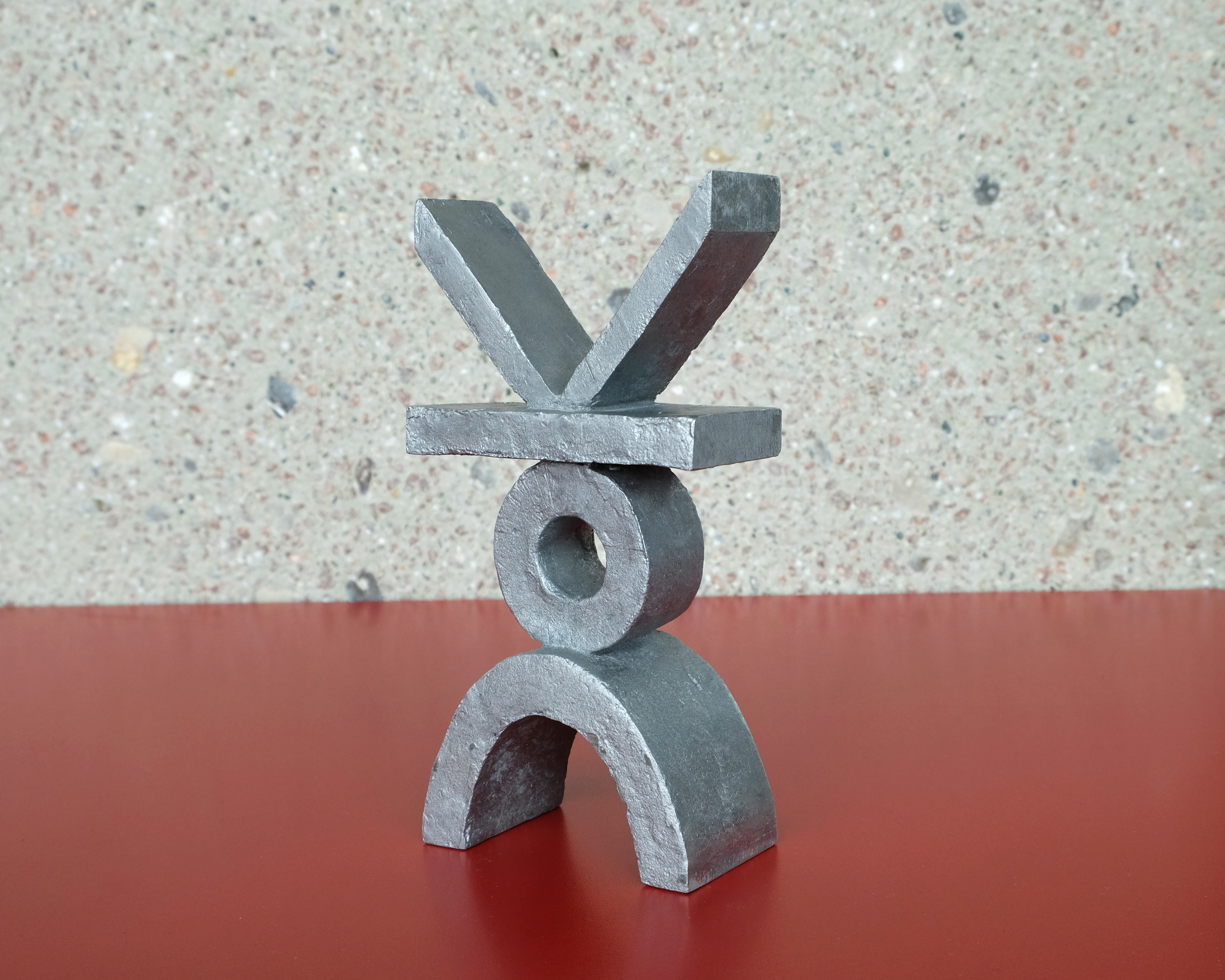
Hauptpreis Viktoria

Das Festivalprogramm des DOK.fest München gliedert sich in Wettbewerbe, Themenreihen und Specials. Gezeigt wird eine Auswahl von aktuellen internationalen Dokumentarfilmen ab einer Länge von 52 Minuten. Für die Wettbewerbssektionen werden Premieren besonders berücksichtigt. Die 16 Preise des Festivals waren 2024 mit Preisgeldern und Beistellungen im Gesamtwert von 65.100 Euro dotiert. Im Rahmen der drei Hauptwettbewerbe wird die VIKTORIA vergeben. Die VIKTORIA DOK.international Main Competition ist der Hauptpreis des Festivals.

### VIKTOR DOK.international – Internationaler Wettbewerb
Dieser Preis wird vom Bayerischen Rundfunk gestiftet.
- 2011: Der Fall Chodorkowski – Cyril Tuschi
- 2012: Six Million and One – David Fisher[19]
- 2013: Sur le rivage du monde – Sylvain L' Espérance
- 2014: See No Evil – Jos de Putter
- 2015: Something Better to Come – Hanna Polak
- 2016: Natural Disorder – Christian Sønderby Jepsen
- 2017: Nowhere To Hide – Zaradasht Ahmed
- 2018: The Distant Barking of Dogs – Simon Lereng Wilmont
- 2019: Der nackte König – 18 Fragmente über Revolution – Andreas Hoessli[20]
- 2020: Acasa, my home – Radu Ciorniciuc
- 2021: Anny – Helena Třeštíková
- 2022: Trenches – Loup Bureau
- 2023: Theatre of Violence – Lukasz Konopa, Emil Langballe
- 2024: Jōhatsu – Die sich in Luft auflösen – Andreas Hartmann, Arata Mori
- 2025: Silent Observers – Eliza Petkova[21]

### VIKTOR DOK.deutsch – Deutscher Wettbewerb
Dieser Preis wird von Sky gestiftet.
- 2011: Wadans Welt – Dieter Schumann
- 2012: Das schlechte Feld – Bernhard Sallmann
- 2013: Der Imker – Mano Khalil
- 2014: Nirgendland – Helen Simon
- 2015: Aus dem Abseits – Simon Brückner
- 2016: Holz Erde Fleisch – Sigmund Steiner
- 2017: Bruder Jakob – Elí Roland Sachs
- 2018: I´m a bad guy – Susanne Freund
- 2019: Die bauliche Maßnahme – Nikolaus Geyrhalter[20]
- 2020: Weiyena – Ein Heimatfilm – Weina Zhao und Judith Benedikt
- 2021: Zuhurs Töchter – Laurentia Genske und Robin Humboldt
- 2022: Zusammenleben – Thomas Fürhapter
- 2023: Gretas Geburt – Katja Baumgarten
- 2024: Zwischen uns Gott – Rebecca Hirneise
- 2025: Wir Erben – Simon Baumann[21]

### VIKTOR DOK.horizonte Competition – Cinema of Urgency
Dieser Preis wird von der Petra-Kelly-Stiftung gestiftet.
- 2011: El Mocito – Marcela Said
- 2012: Bachelor Mountain – Yu Guangyi
- 2013: A World not Ours – Mahdi Fleifel
- 2014: Cantos – Charlie Petersmann
- 2015: Ce qu'il reste de la folie – Joris Lachaise
- 2016: A Maid For Each – Maher Abi Samra
- 2017: Motherland – Ramona S. Díaz
- 2018: Demons in Paradise – Jude Ratnam
- 2019: Está todo bien – Alles ist gut – Tuki Jencquel[20]
- 2020: They call me Babu – Sandra Beerends
- 2021: Things we dare not do – Bruno Santamaria
- 2022:  No Simple way home – Akuol de Mabior
- 2023: Le Spectre de Boku Haram – Cyrielle Raingou
- 2024: Kamay – Ilyas Yourish, Shahrokh Bikaran
- 2025: Rashid, l’enfant de Sinjar – Jasna Krajinovic[21]

### megaherz Student Award
Dieser Preis wird von der megaherz gestiftet.
Der megaherz Student Award lief bis 2016 unter dem Namen Megaherz Filmschulpreis.
- 2015: If Mama ain't Happy, Nobody is Happy – Mae de Jong
- 2016: La Fin d'Homère – Zahra Vargas
- 2017: Per Song – Shuchang Xie
- 2018: Sand und Blut – Matthias Krepp und Angelika Spangel
- 2019: In Search... – Beryl Magoko
- 2020: Regeln am Band, bei hoher Geschwindigkeit – Yulia Lokshina
- 2021: The Case You – Alison Kuhn
- 2022: Pushing Boundaries – Lesia Kordonets
- 2023: Border Conversations – Jonathan Brunner
- 2024: Hausnummer Null – Lilith Kugler
- 2025: Woman/Mother – Klara Harden[21]

### FFF-Förderpreis Dokumentarfilm
Dieser Preis wird vom FilmFernsehFonds Bayern gestiftet.
- 2011: El Bulli – Cooking in progress – Gereon Wetzel
- 2012: Schnee – August Pflugfelder
- 2013: Der Kapitän und sein Pirat – Andy Wolff
- 2014: Im Schatten der Copacabana – Denize Galiao
- 2015: Mission Control Texas – Ralf Bücheler
- 2016: Europe, She Loves – Jan Gassmann
- 2017: Salicelle Rap – Carmen Té
- 2018: Früher oder später – Pauline Roenneberg
- 2019: Congo Calling – Stephan Hilpert
- 2020: Chaddr – Unter uns der Fluss – Minsu Park
- 2021: Väter Unser – Sophie Linnenbaum
- 2022: Hoamweh Lung – Felix Klee
- 2023: She Chef – Melanie Liebheit, Gereon Wetzel
- 2024: Exile Never Ends – Bahar Bektaş

### DOK.fest Preis der SOS-Kinderdörfer weltweit
Dieser Preis wird von SOS-Kinderdörfer weltweit (SOS-Kinderdorf) gestiftet.
- 2014: Neuland – Anna Thommen
- 2015: Toto and his Sisters – Alexander Nanau
- 2016: Sonita – Rokhsareh Ghaem Maghami
- 2017: Komunia – Anna Zamecka
- 2018: The Distant Barking of Dogs – Simon Lereng Wilmont
- 2019: Bruce Lee & The Outlaw – Joost Vandebrug
- 2020: Copper Notes of a Dream von Reza Farahmand
- 2021: School of Hope – Mohamed El Aboudi
- 2022: Children of the Mist – Ha Le Diem
- 2023: Kristos, the Last Child – Giulia Amati
- 2024: A New Kind of Wilderness – Silje Evensmo Jacobsen
- 2025: Rashid, l’enfant de Sinjar – Jasna Krajinovic[21]

### Publikumspreis
Dieser Publikumspreis kinokino wird von 3sat und Bayerischer Rundfunk gestiftet.
- 2015: Electroboy – Marcel Gisler
- 2016: Parchim International – Stefan Eberlein, Manuel Fenn
- 2017: Miss Kiet's Children – Petra Lataster-Czisch und Peter Lataster
- 2018: Tackling Life – Johannes List
- 2019: Another Reality – Noël Dernesch, Oliver Waldhauer
- 2020: The Euphoria Of Being – Réka Szabó
- 2021: He’s My Brother – Cille Hannibal und Christine Hanberg
- 2022: Girl Gang – Susanne Regina Meures
- 2023: Kristos, the Last Child – Giulia Amati
- 2024: Jenseits von Schuld – Katharina Köster, Katrin Nemec
- 2025: Writing Hawa – Najiba Noori und Rasul Noori

### Deutscher Dokumentarfilm-Musikpreis
Dieser Preis wird von der Versicherungskammer Kulturstiftung gestiftet.
- 2015: Above and Below – Komposition: Paradox Paradise (John Gürtler, Jan Miserre und Lars Voges). Regie: Nicolas Steiner
- 2016: Dreams Rewired – Komposition: Siegfried Friedrich. Regie: Manu Luksch, Martin Reinhart, Thomas Tode
- 2017: 6 Jahre, 7 Monate und 16 Tage – Die Morde des NSU – Komposition: Elias Gottstein. Regie: Sobo Swobodnik
- 2018: Beuys – Komposition: Damian Scholl und Ulrich Reuter. Regie: Andres Veiel
- 2019: Stress – Musik: Jana Irmert, Regie: Florian Baron
- 2020: Die letzten Österreicher – Musik: Klemens Bittmann, Christian Bakanic und Christofer Frank
- 2021: Soldaten – Musik: Christoph Schauer
- 2022: Mein gestohlenes Land – Komposition: Carsten Nicolai aka Alva Noto, Regie: Marc Wiese
- 2023: This Kind of Hope – Komposition: David Langhard, Regie und Autor: Pawel Siczek
- 2024: My Stolen Planet – Komposition: Atena Eshtiaghi, Regie und Autorin: Farahnaz Sharifi
- 2025: Vracht – Komposition: Mirjam Skal, Regie und Autor: Max Carlo Kohal[21]

### Deutscher Kompositions-Förderpreis
Dieser Preis heißt seit 2023 DOK.composition Award (s. weiter unten), Preisstifter ist Sonoton Music.
- 2016: Stray Dogs – Komposition: John Gürtler. Regie: Elsa Kremser und Levin Peter
- 2017: Die Geheimnisse des Schönen Leo – Komposition: Alex Maschke, Regie: Benedikt Schwarzer, siehe auch: Lehrling der Zeit
- 2018: Go back! – Komposition: Florian Erlbeck
- 2019: Mau Ke Mana – Or: Where Are You Going? – Komposition: Max Gausepohl, Regie: Max Sänger[30]
- 2020: Awalatje – Die Hebammen – Anna-Marlene Bicking, Sarah Noa Bozenhardt, Sonja Kilbertus
- 2021: May It Be A Girl – Komposition: Akmaral Zykayeva, Regie: Katerina Suvorova, Produktion: Viktoriya Kalashnikova
- 2022: I don’t want to be just a memory – Komposition: Bráulio Bandeira, Kei Watanabe, Regie: Sarnt Utamachote, Produktion: Klaus Salminen

### VFF Dokumentarfilm-Produktionspreis
Dieser Preis wird von der Verwertungsgesellschaft der Film- und Fernsehproduzenten gestiftet.
- 2018: Grenzenlos – Geschichten von Freiheit und Freundschaft – Produktion: Birgit Schulz (Bildersturm Filmproduktion), Regie: Johanna Bentz, Camilo Colmenares, Sandra Dajani, Madeleine Dallmeyer, Nazgol Emami, Diana Menestrey, Khaled Nawal, Birgit Schulz
- 2019: Boy Of War – Produktion: Fabian Driehorst (Fabian&Fred), Regie: Cyprien Clément-Delmas und Igor Kosenko[30]
- 2020: Jenseits des Sichtbaren – Hilma af Klint – Eva Illmer (Produktion) und Halina Dyrschka (Regie, Produktion)
- 2021: The Other Side of the River – Produktion: Frank Müller (Doppelplusultra Filmproduktion), Guevara Namer und Antonia Kilian (Pink Shadow Films), Regie: Antonia Kilian
- 2022: 1001 Nights Apart – Produktion: Sarvnaz Alambeigi (Rabison Art Production), Stefan Tolz und Thomas Riedelsheimer (Filmpunkt GmbH) und Louise Rosen (Louise Rosen Ltd.), Regie: Sarvnaz Alambeigi
- 2023: Für immer – Produktion: Carsten Rau, Hauke Wendler (PIER 53 Filmproduktion), Regie: Pia Lenz
- 2024: Land der verlorenen Kinder – Produktion: Oliver Stoltz, Regie: Juan Camilo Cruz und Marc Wiese
- 2025: Das fast normale Leben – Produktion: Ulla Lehmann und Andrea Roggon, Regie: Stefan Sick

### DOK.edit Award – presented by Adobe
Dieser Preis wird von Adobe gestiftet.
- 2021: Nemesis – Editoren: Thomas Imbach und David Charap, Regie: Thomas Imbach
- 2022: Daughters – Editorinnen: Åsa Mossberg und Line Schou, Regie: Jenifer Malmqvist
- 2023: Non-Aligned: Scenes From the Labudović Reels – Regie: Mila Turajlić
- 2024: Kix – Editoren: Yaël Bitton und Károly Szalai, Regie: Bálint Révész und Dávid Mikulán
- 2025: A Sudden Glimpse to Deeper Things – Editor: Timo Langer, Regie: Mark Cousins

### DOK.talent Award
früher DOK.talent Award des Hauses des Dokumentarfilms, Pitch Award des Hauses des Dokumentarfilms.
- 2015: Aliyah – Rafael Bondy
- 2016: My Jewrovision – Walter Solon
- 2017: Awalatje – Die Hebammen – Sarah Noa Bozenhardt
- 2018: Merci de votre visite – Julia Furer
- 2019: Chagrin Valley – Nathalie Berger
- 2020: After the Gods – Jasmine Alakari
- 2021: Der siebte Sohn – Max Carlo Kohal
- 2022: Von Pflanzen und Menschen – Antshi von Moos
- 2023: Ein kleiner Moment (A Small Moment) – Daniela Manani Hüller
- 2024: Politik ist persönlich – Indira Geisel
- 2025: Familie, LOL – Patrick Wira

### DOK.archive Award
Dieser Preis hieß bis 2023 British Pathé Archive Award. Er wird gestiftet von British Pathé.
- 2019: Wenn der Nebel sich lichtet – Nancy Brandt (Regie), Ralf Kukula (Produktion)[30]
- 2020: Queen Of Chess – Bernadett Tuza-Ritter, Gabor Harmi, Lili Kovacs
- 2021: Life Is Not A Competition But I’m Winning – Julia Fuhr Mann (Regie)
- 2022: I Used To Be The Mayor – Alexander Sussmann (Regie), Karoline Henkel (Co-Produzentin)
- 2023: Berlin Chic – Sigal Rosh
- 2024: Our Sister Angela – Black Power in the GDR – Katharina Warda und Jascha Hannover
- 2025: Febre Tropical – Andy Malafaia und Carolina Höfs

### DOK.composition Award
Dieser Preis hieß bis 2023 Deutscher Kompositions-Förderpreis (s. weiter oben), Preisstifter ist Sonoton Music.
- 2023: Harvest Moon – Rama Aysra (Regie), Zeina Azouquah (Komponistin)
- 2024: Kuće na Pijesku (Houses on Sand) – Vid Begić (Regie), Dario Dodig und Nedjelko Kostanić (Komponisten)[36]
- 2025: Der Engelmacher – Mirjam Skal, Regie: Marina Klauser[21]

### DOK.digital – Preis für neue Erzählformate
Dieser Preis wird von der Bayerischen Landeszentrale für neue Medien gestiftet.
- 2020: Social Score – Vinzenz Aubry, Sebastian Strobel, Ralph Tharayil und Fabian Burghardt (Sansho Studio)[38]
- 2021: Safespace – Whitney Bursch, Säli El Mohands, Rosa Fabry, Saphira Siegmund, Lea Wessels, Ariane Böhm, Elena Münker und Kim Neubauer
- 2022: Sneakerjagd – Benedikt Dietsch, Lorenz Jeric
- 2023: Truth Detectives. Serious Game – Anja Reiss, Raphael Perret
- 2024: The True Film. Interaktive VR-Experience – Christina Zimmermann; Lobende Erwähnung für Salzsammler von Nic Schilling
- 2025: Traces of Rersponsibility – Anja Reiß und Jann Anderegg

### DOK.education Dokumentarfilmpreis für junge Menschen
- 2015: 1. Preis Eine andere Zeit von Verena Wagner, 2. Preis Von einem, der auszog von der Filmgruppe algo, 3. Preis Sophia 2013 von Lilian Robl
- 2016: 1. Preis Utopie der Unterschiede von Laura Kansy, Viktor Schimpf und Annika Sehn, 2. Preis A Man's Road von Jonathan Gentz und Victor Sattler, 3. Preis Musik als Zuflucht von Moritz Spender
- 2017: 1. Preis Tell Me Mr. Lo von Maya Duftschmid, 2. Preis Wo Leben anders ist von Theresa Setzer, 3. Preis Mein Shirt von Mathis Hauter (mit Leon Schreiner, Paul Schober und Eva Böhm)
- 2018: 1. Preis: Vielleicht von der Filmgruppe algo, staatl. BSZ Alfons Goppel Schweinfurt, 2. Preis: Billy zieht um von Daniel Aberl, 3. Preis: Anders sehen von der Filmgruppe des Goethe Gymnasiums Regensburg, Lobende Erwähnung: Dem Gewissen folgen von Amelie und Moritz Geiger
- 2019: 1. Preis Nana – Recover Your Smile von Sabine Nering, 2. Preis 3004 KM von Melisa Kocak, 3. Preis: Pepitu Anumu von Rebecca Fischer, Susanne Horban, Isabelle Sohling und Ines Zehetmeier
- 2020: 1. Preis Ben – vom Leben erzählen von der Filmgruppe des Armin-Knab-Gymnasium Kitzingen, 2. Preis Die alte Gärtnerei von Stephanie Schaible, Anita-Augspurg-BOS München, 3. Preis Hummelsteiner Weg von Mämmäd Israilow, Semanur Uluman, Rabih Alkayat, Schule Hummelsteiner Weg, 1. Preis für 6- bis 11-Jährige Mit Lotte durch München von Charlotte Knorr, Förderpreis Dokumentarfilm Hauptkategorie Singvögel von Quentin Kupfer, Förderpreis Dokumentarfilm für 6- bis 11-Jährige Unser Leben im Moment von Flora und Maxima Weber
- 2021: 1. Preis Ausnahmezustand von Filmgruppe Antonia-Werr-Zentrum, 2. Preis Nicht aus dem Bilderbuch von Natalie Kurzweg, Anita-Augspurg-BOS München, 3. Preis Die Liebe einer Mutter von Leonie Ehrmüller, Anita-Augspurg-BOS, 1. Preis für 6- bis 11-Jährige Snowboarden ist mein Leben von Flora Weber, Förderpreis Dokumentarfilm Umweltsünden von Hummelsteiner Weg Mittelschule
- 2022: 1. Preis Alt, Älter, Arm von Sara-Gina Grünwald, Städtische Anita-Augspurg Berufsoberschule München, 2. Preis Imaginärer Freund von Aimée Vollmer, Gymnasium Trudering, 3. Preis Ich zähle von Louis Höllenreiner, Städtische Anita-Augspurg Berufsoberschule München, DOK.fest-Nachwuchspreis Zhao und die Brücke zur Gesellschaft von Noah Terschak, Jonas Scheuerer und Jennifer Meyer aus Regensburg, Clermont-Ferrand Mittelschule Regensburg, Hauptpreis für 6- bis 11-jährige Traumberuf Lehrerin!? von Charlotte Knorr, Lobende Erwähnung Born Identity von Jasmin Sossou, Städtische Anita-Augspurg Berufsoberschule München
- 2023: 1. Preis der Hauptkategorie, dotiert mit 400 Euro: Grünes Glück von Adia Hopp, Spessart-Gymnasium Alzenau; 2. Preis der Hauptkategorie, dotiert mit 300 Euro: Beera von der Filmgruppe algo, Staatliches Berufliches Schulzentrum Alfons Goppel Schweinfurt; 3. Preis der Hauptkategorie, dotiert mit 200 Euro: Doppelleben von Aliyah Deckert, Lara Treubel, Lucía Almagro-Schenk und Isabella Berge, Gymnasium Trudering; DOK.fest-Nachwuchspreis, dotiert mit 100 Euro: Planet Bee von der Trickfilm AG „Instant Film Company“, Mittelschule Höchberg; Ehrenpreis für filmpraktsches Engagement an der Schule: P-Seminar Leben! von Filmlehrer Andreas Knorr und Stefan Altenbuchinger, Anita-Augspurg Berufsoberschule München; Hauptpreis für 6- bis 11-Jährige: Glasaugen von der Filmgruppe der Klassen S2 und S4, Bildungszentrum für Blinde und Sehbehinderte Nürnberg
- 2024: Ehrenpreis für filmpraktisches Engagement an der Schule: Lebenswerk in "Film und Schule" an Filmlehrer Johann Rambeck, Drehort Schule e. V.; 1. Preis der Hauptkategorie, dotiert mit 400 Euro: Praktikum von Schülern und Schülerinnen der Film-AG der Anna-Pröll-Mittelschule Gersthofen; 2. Preis der Hauptkategorie, dotiert mit 300 Euro: Non binary von Isabell Schlemmer, Städt. Anita-Augspurg-Berufsoberschule München; 3. Preis der Hauptkategorie, dotiert mit 200 Euro: Schulstress von Erik Dietel, Simon Schoeben, Lenno Sahrhage, Chiara Leischner und Anna Heuberger, August-von-Liebig-Gymnasium Neusäß; DOK.fest-Nachwuchspreis, dotiert mit 100 Euro: Mit Liebe zum Menschen von Leo, Milan, Jakob und Louis, Montessorischule München; Hauptpreis für 6- bis 11-Jährige, dotiert mit 200 Euro: Erika Wüst und Maria Höpfner von Mara Agne, Johannes Richter, Joshua Gausmann, Antonia Richter, Jonas Hauptmann der Film-AG Movie Bande, Grundschule Nördlingen.[39][40]
- 2025: 1. Preis für 6- bis 11-Jährige, dotiert mit 200 Euro: KUNST MIT LICHT von Charlotte, Ludwig, Malik, Maximilian, Nico und Noah der Klasse 3B der Grundschule an der Infanteriestraße München; 1. Preis der Hauptkategorie, dotiert mit 400 Euro: KOKI von Miray Erbolat, Anna-Pröll-Mittelschule Gersthofen; 2. Preis der Hauptkategorie, dotiert mit 300 Euro: DASCHA von Eleonora Hadidi, Tristan Heger, Paul Meyer, Moriz Wunderlich, Nahla Sundara und Ferdinand Zadow des Käthe-Kollwitz-Gymnasiums in München; 3. Preis der Hauptkategorie, dotiert mit 200 Euro: ÜBER GRENZEN HINWEG von Lina Rettich der Anita-Augspurg-Berufsoberschule in München; DOK.fest-Nachwuchspreis, dotiert mit 100 Euro: WIR GEHEN HOF von Youssef Hamada, Metodi Stoimenov, Ruaid Ghazi, Ammar, Nandino Salvatore Klefisch und Didann Abdullah der Fachoberschule Haar, Mittelschule am Inzeller Weg und der Ludwig Thoma Realschule; Lobende Erwähnung der Jury: CLIMB TO SMILE von Tobias Frischbutter, Anita-Augspurg Berufsoberschule München[41]

### DAE Talent Award
- 2023: Undine – Felix Rier; Lobende Erwähnung für Harvest Moon von Rama Ayasrat[42]
- 2024: Andere Leute (Other Persons) – Elaine del Valle Cala
- 2025: Junge Männer – Bahar Bektaş[43]

### Impronta Films Award
- 2025: 2050: A cyber Odyssey – Anna-Sophia Richard[44]

### Baltic Sea Docs Award
- 2025: The wars we play – Anton Yaremchuk und João Pedro Prado[45]

### FIPADOC Award
- 2025: Dvigubas Autoportretas / Double self portrait – Aistė Stonytė[46]

### Docs Barcelona Award
- 2025: Walking alone, text you when I'm home – Vincent Abert[47]

### Retrospektive
- 2011: Klaus Wildenhahn
- 2012: Wim Wenders
- 2013: Werner Herzog
- 2014: Kim Longinotto
- 2015: Avi Mograbi
- 2016: Andres Veiel
- 2017: Georg Stefan Troller
- 2018: Helga Reidemeister
- 2019: Heddy Honigmann
- 2021: 75 Jahre DEFA-Dokumentarfilm
- 2022: Jahre der Diktatur unter Francisco Franco
- 2023: 10-jähriges Jubiläum DOK.network Africa[48]
- 2025: Jubiläum: Vier Filme aus Vier Jahrzehnten

### Dokumentarfilmpreis des Goethe-Instituts
- 2022: Liebe, D-Mark und Tod – Cem Kaya[49]

Gestiftet vom Goethe-Institut, dotiert mit 2.000 Euro. Nominiert werden herausragende, deutsche Dokumentarfilme.
Ab 2022 rotierende Preisvergabe in DOK Leipzig (2023): EINHUNDERTVIER – Jonathan Schörnig; Duisburger Filmwoche (2024): REPRODUKTION – Katharina Pethke; Kasseler Dokfest (2025) und DOK.fest München (2026).

### Nicht mehr vergebene Preise (Stand: 2025)

#### Doc Around Europe Award
- 2023: Headshots – Anja Niedringhaus, Fotografin (Headshots – Anja Niedringhaus, Photographer) – Sonya Winterberg (DocsBarcelona); The Valley of the Widows – Miro Jelok (FIPADOCS)[42]

#### Visioni dal Mondo Award
- 2023: Headshots – Anja Niedringhaus, Fotografin (Headshots – Anja Niedringhaus, Photographer) – Sonya Winterberg (DocsBarcelona)[42]
- 2024: The Other Side of Silence – Dheeraj Akolkar

#### Nebulae Project Selection Award
- 2023: Surrogat (AT) – Benedikt Schulte[42]

### Hommage
- 2021: Helena Třeštíková
- 2022: Heidi Specogna[55]
- 2023: Nikolaus Geyrhalter
- 2024: Petra Lataster-Czisch und Peter Lataster[56]

#### AMIRA Award
Der Preis wurde von ARRI gestiftet,
- 2016: Tempestad – Kamera: Ernesto Pardo. Regie: Tatiana Huezo
- 2017: Cameraperson – Regie und Kamera: Kirsten Johnson
- 2018: Caniba – Kamera und Regie: Véréna Paravel und Lucien Castaing-Taylor
- 2019: Rediscovery – Kamera: Phie Ambo und Maggie Olkuska, Regie: Phie Ambo

Seit 2020 wird der Preis nicht mehr vergeben.

#### Preis der Untertitelwerkstatt Münster (OmU Förderpreis)
- 2008: Comeback – Maximilian Plettau
- 2009: Bernsteinland – Ein Todesmarsch in Ostpreußen – Julia Bourgett
- 2013: Meine keine Familie – Paul-Julien Robert
- 2014: Das Leben nach dem Tod am Meer – Martin Rieck
- 2015: Nicht alles schlucken – Jana Kalms, Piet Stolz und Sebastian Winkels
- 2016: Fragmente meiner Mutter – Britta Schöning

Seit 2017 wird der Preis nicht mehr vergeben.

#### DOK.series Award
- 2021: Un Pedazo de Paz – Jacobo Albán und Carlos Zerpa (Regie), Carlos Zerpa und Benoît Ayraud (Produktion)
- 2022: Memory Wars – Hendrik Löbbert (Regie), Erik Winker und Daniela Dieterich (Produktion)

#### FairFilmAward Non-Fiction
- 2018: Florianfilm
- 2019: ifage Filmproduktion[30]

Seit 2020 wird der Preis nicht mehr vergeben.

## DOK.education – Das Bildungsprogramm
DOK.education startete 2011 als Jugendsektion des DOK.fest München und richtet sich an ein junges Publikum im Alter von 8 bis 18 Jahren. 2013 übernahm die Filmemacherin Maya Reichert die Leitung und Neuausrichtung. 2018 erfolgte die Erweiterung zu einem ganzjährigen Bildungsprogramm aufgrund der erstarkten Ausrichtung im Bereich der Erwachsenenbildung. Ziel des Programms ist Filmbildung, Medienkompetenz und kulturelle Bildung am außerschulischen Lernort Kino, im Klassenzimmer und seit 2020 auch online.

### Für Schulen
Die „Schule des Sehens“ (früher: Dokumentarfilmschule) für Schulklassen bietet medienpädagogisch begleitete Filmscreenings und Gespräche mit Filmemachern und Filmemacherinnen an. Im Fokus stehen kurze professionelle Dokumentarfilme aus dem Leben von Kindern und Jugendlichen. In der Schule des Sehens lernen die Teilnehmenden, das Sehen von Filmen zu differenzieren, und sie werden motiviert, dies auch auf ihre eigene alltägliche Mediennutzung zu übertragen, um kritische und selbstbewusste Mediennutzende zu werden. Zu jedem kuratierten Film erstellt ein Team aus Filmexperten und Filmexpertinnen schulisches Begleitmaterial für Lehrkräfte. Im Jahr 2020 ging das Programm pandemiebedingt online und erweiterte seinen Nutzerkreis bundesweit, im Jahr 2021 wurde die Online-Version mit Online-Kinosälen und digitalen Unterrichtseinheiten für die Nutzung sowohl im Distanzunterricht als auch im Klassenzimmer fortgeführt. Seit 2022 findet der kulturelle Bildungsausflug zum Festival wieder im Kino statt, kann aber auch online auf der digitalen Leinwand verwendet werden. Die Online-Kinosäle werden über den Festivalzeitraum hinaus bis zum Ende des jeweiligen Schuljahres angeboten.
Für Lehrkräfte werden im Rahmen von DOK.education ganzjährig medienpädagogische Fortbildungen in Kooperation mit zertifizierenden Fortbildungsakademien angeboten.
Mit der europäischen Filmbildungsplattform LEARNING BY DOCS erfahren junge Menschen europäische Lebenswirklichkeit des 20. Jahrhunderts durch Dokumentarfilme. Gemeinsam mit zwei weiteren europäischen Dokumentarfilmfestivals unterstützt DOK.education über Ländergrenzen hinweg die Film- und Europabildung im Unterricht.

### Für junge Menschen
Im ganzjährigen Bildungsprogramm werden bayernweit in Präsenz und seit 2020 auch online Praxisworkshops für Kinder, Jugendliche, Filmgruppen und Schulklassen angeboten, um Filmemachen zu lernen oder Film als künstlerisches Medium lesen zu lernen.
Seit 2015 vergibt DOK.education im bayernweiten Jugendfilmwettbewerb jährlich dotierte Preise für Filme von Kindern, Jugendlichen und jungen Erwachsenen mit dem Ziel, zum filmpraktischen Schaffen und künstlerischen Ausdruck im Bereich Dokumentarfilm anzuregen.
Das Label DOK.4teens (früher: 14jugendfrei) kennzeichnet Filme des Festivalprogramms, die offiziell für ein Publikum ab 14 Jahren freigegeben sind. Für das reguläre Programm gilt die übliche Altersfreigabe ab 18 Jahren.

## DOK.forum – Die Branchenplattform
Das DOK.forum versteht sich als Denkfabrik für die Dokumentarfilmbranche und als Plattform für Projekte im Entstehungsprozess. Seit 2011 findet das DOK.forum in der Hochschule für Fernsehen und Film München (HFF) statt und hat sich in den letzten Jahren als fester Treffpunkt der deutschsprachigen Branche etabliert – mit wachsendem Angebot für internationale Filmschaffende. Das Programm gliedert sich in zwei Segmente:

### Öffentliche Veranstaltungen: DOK.forum Perspektiven
In Paneldiskussionen, Workshops und Case Studies nehmen die DOK.forum Perspektiven die Entwicklungen dokumentarischen Arbeitens in den Blick und laden dazu ein, Visionen und Impulse zu entwickeln und relevanten medienpolitischen Fragen nachzugehen. Die öffentlichen Veranstaltungen richten sich sowohl an die Branche als auch an das interessierte Festivalpublikum.

### Koproduktions- und Ideenmarkt: DOK.forum Marktplatz
Der Marktplatz bietet Filmemachern und Filmemacherinnen an moderierten Roundtables die Möglichkeit, mit Redakteuren, Redakteurinnen und Produzierenden aus Deutschland, Österreich, der Schweiz und Südtirol in Kontakt zu kommen und ihre Konzepte vorzustellen. Ziel des DOK.forum Marktplatz ist es, relevanten Ideen durch gezieltes Matchmaking ein Forum zu geben, wertvolles Feedback und neue Partnerschaften zu ermöglichen und den Projekten schließlich zu ihrer Realisierung zu verhelfen.

### Interactive Media (bis 2016)
Im Rahmen des DOK.forum legt der Interactive Media Kongress seinen Schwerpunkt auf neue dokumentarische Formate an der Grenze von Film und Games. Das internationale Programm umfasst Case Studies und Filmscreenings. Seit 2016 ist der Bereich Interactive Media Teil der öffentlichen Veranstaltungen.

## Virtual Reality Pop Up Cinema
Seit 2017 präsentiert das DOK.fest München parallel zum Festival im Mai im Ausstellungshaus Futuro vor der Pinakothek der Moderne eine Auswahl internationaler dokumentarischer 360°- und VR-Erlebnisse. Im Jahr 2024 wurden drei dokumentarische VR-Experiences und eine Augmented-Reality-Anwendung im Pop-Up-Kino im Ruffinihaus präsentiert.

## Die Kinos und Veranstaltungsorte
- Amerikahaus
- Ampere / Muffatwerk
- Arena Filmtheater
- Backstage
- Bellevue di Monaco
- Bergson Kunstkraftwerk
- Carl-Amery-Saal im Gasteig
- City Kinos
- Deutsches Theater
- Filmmuseum München
- Futuro-Haus (VR Pop Up Kino)
- Gasteig HP8
- Harry Klein (Club)
- Hochschule für Fernsehen und Film München (HFF)
- Instituto Cervantes München
- Katholische Akademie in Bayern
- Kino Solln
- Lenbachhaus
- Literaturhaus München
- Münchner Kammerspiele
- Museum Fünf Kontinente
- Münchner Volkshochschule
- Neues Maxim
- Neues Rottmann
- NS-Dokumentationszentrum (München)
- Pasinger Fabrik
- Pavillon 333 (Kunstareal)
- Pinakothek der Moderne
- Rio Filmpalast
- St. Markus (Kirche)
- Staatliches Museum Ägyptischer Kunst (SMÄK)

(Quelle)

### Spielorte in Augsburg
Quelle
- Liliom Kino
- Thalia Filmtheater

## Die DOK.tour Bayern
Die DOK.tour Bayern bringt seit 2011 ausgewählte Filme des aktuellen Festivaljahrgangs in die Kinos der bayerischen Region. 2019 tourte die DOK.tour zwischen Oktober und Dezember mit fünf Dokumentarfilmen in 18 Städte. 2020 fand die DOK.tour an drei Wochenenden vor Weihnachten mit drei Filme auf der digitalen Leinwand statt. 2021 und 2022 musste die DOK.tour entfallen, 2023 konnte sie erneut mit vier Filmen in 19 Programmkinos in allen sieben bayerischen Bezirken realisiert werden.